# Parc naturel de la Sierra Helada
Le parc naturel de la Sierra Helada est une aire protégée créé dans la Communauté valencienne en 2005. Le parc naturel est situé dans les communes d'Altea, L'Alfàs del Pi et Benidorm, dans la Province d'Alicante,.
Cette Aire marine protégée constitue zones humides d'importance internationale de Natura 2000 définies par la Convention de Ramsar pour le développement des cycles biologiques de nombreuses espèces qui l'utilisent tant dans leurs migrations que dans leur nidification ou hivernage.

## Description
Le parc couvre une superficie de plus de 5 710 hectares et a été déclaré parc naturel par la Généralité valencienne le 29 juillet 2005. Il est constitué d'un relief impressionnant, qui s'élève abruptement de la plaine de Benidorm et de l'Alfaz del Pi. La chaîne de montagnes donne naissance à des falaises de plus de 300 m de hauteur sur sa façade côtière et abrite des poches de végétation d'une valeur exceptionnelle, comme l'intéressante dune fossile suspendue et la végétation particulière qui la colonise. De plus, le massif montagneux partage divers endémismes botaniques avec le Peñón de Ifach voisin.

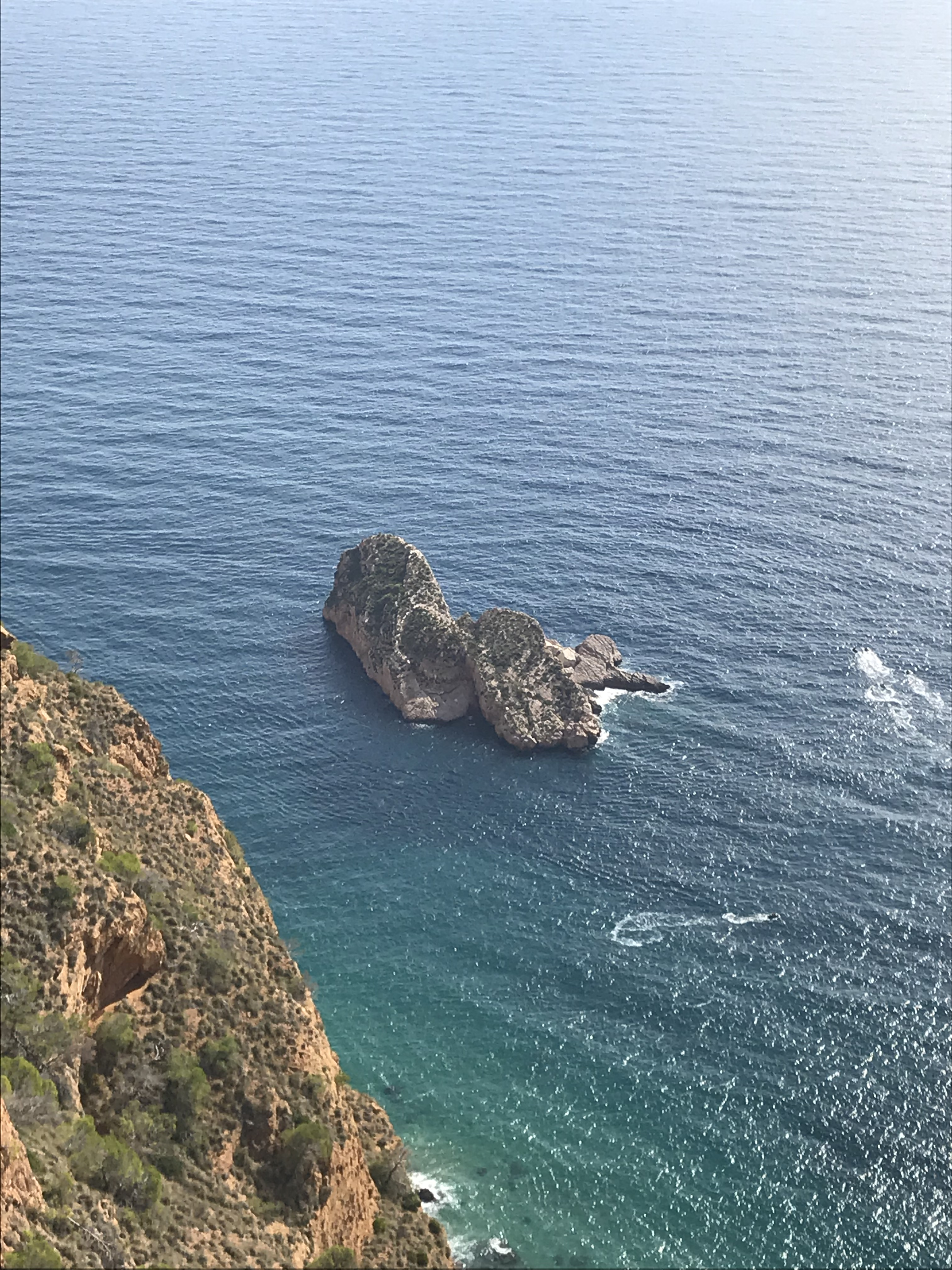
Îlot de La Mitjana

L'origine de la Sierra Helada, de l'Île de Benidorm et de l' îlot de La Mitjana est tectonique, probablement depuis le début du Pliocène. La falaise est constituée de matériaux de résistance différente à l'érosion, comme les sables calcaires à calcarénites, plus résistants, ou les marnes, plus érosives. Cela donne à la falaise un aspect caractéristique dans lequel alternent les morphologies de succession de falaises et de pentes qui la transforment en un paysage unique.

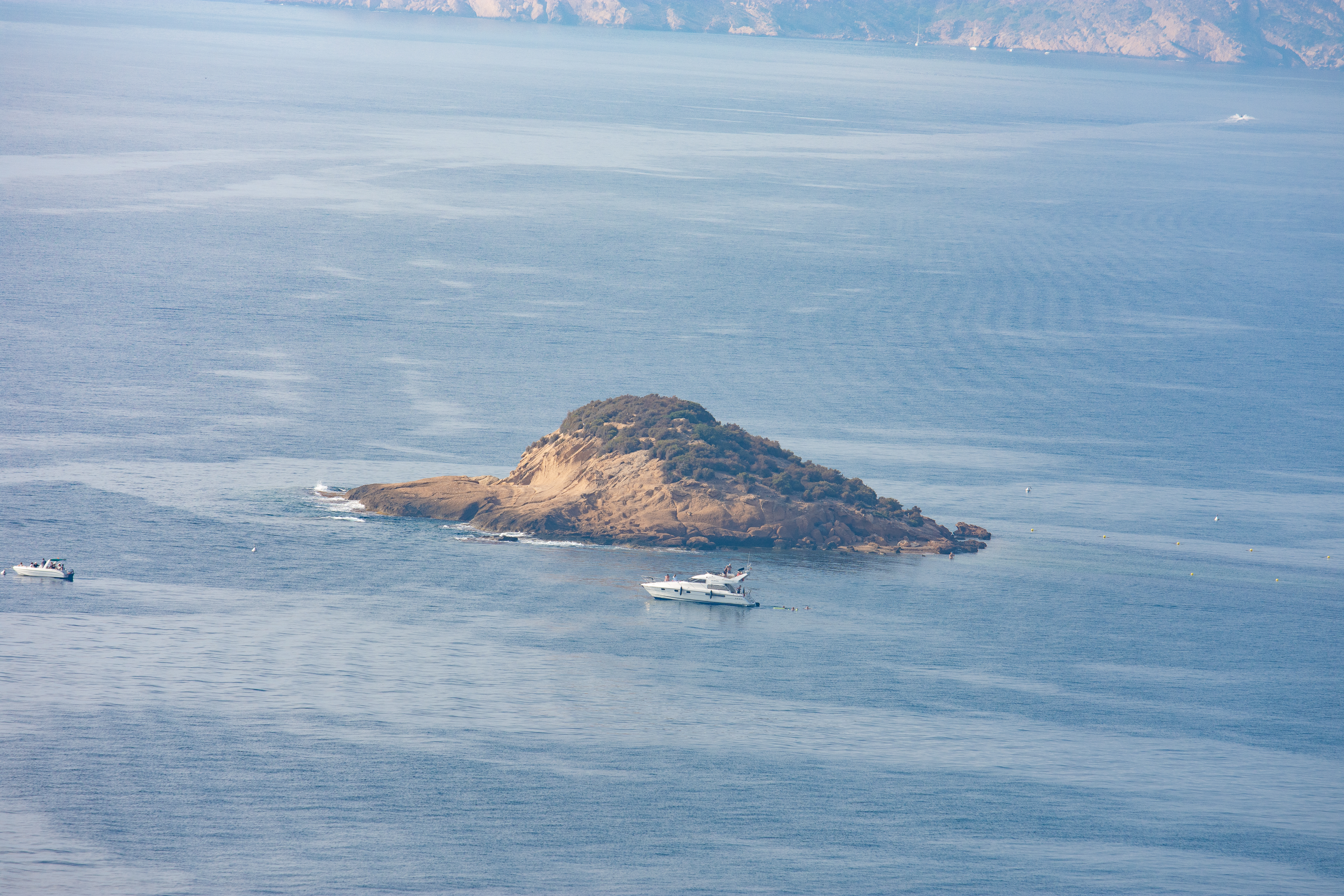
L'îlot de l'Olla

En revanche, l' îlot de l'Olla est d'origine tertiaire, du Paléogène, et constitue une île plate formée essentiellement par une ancienne terrasse marine.
Sont également intéressantes les grottes d'origine karstique qui s'ouvrent le long de la falaise, parmi lesquelles la grotte du Phare de Punta Albir, récemment explorée, et remarquable par la présence de stalactites et de stalagmites à l'intérieur.

### Points d’intérêt géologique et paysager particulier
- Dans la Sierra: la falaise elle-même, les fractures le long de la falaise, parmi lesquelles les failles de Punta del Cavall (avec la Torre Punta del Cavall (es)) et de Punta de l'Albir (avec la Torre Bombarda (es)), la présence d'éolianites et dunes fossiles, les grottes, notamment la Boca de la Balena pour ses formations de stalactites et stalagmites, et les gisements traces paléontologiques et fossiles réparties dans la colonne du Crétacé de la chaîne de montagnes.
- Sur l'île de Benidorm : son profil et son pendage révèlent sa continuité structurelle avec Sierra Helada et facilitent l'interprétation du paysage.

### Réserve marine

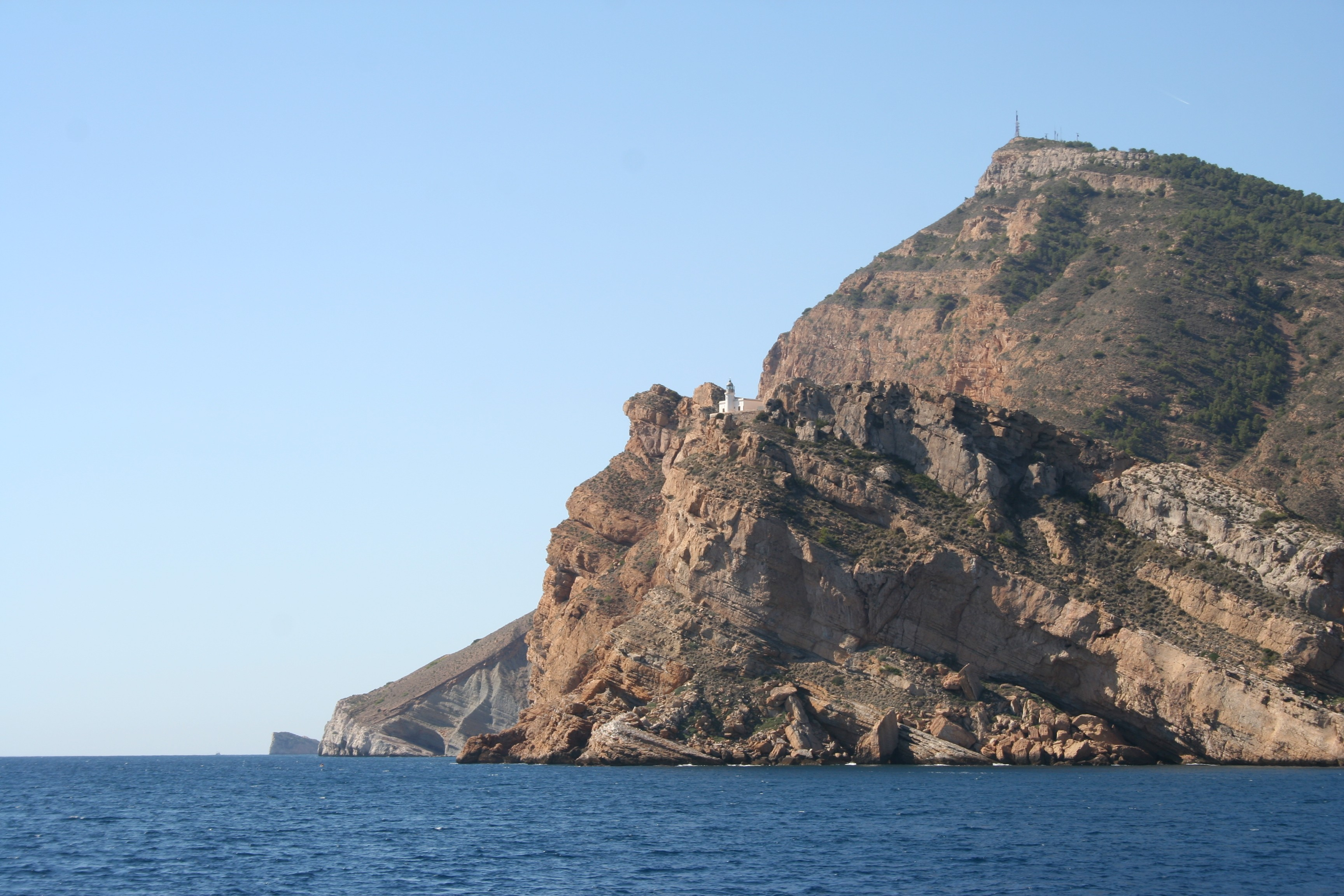
Le phare du cap d'Estufador

Le parc naturel comprend également une zone marine qui présente généralement une pente modérée avec une large plaine entre les isobathes de 15 à 30 m, qui couvrent la plus grande superficie. Devant les falaises de Sierra Helada et du Morro de Toix (es), les fonds marins présentent des pentes abruptes et l'isobathe de 20 m peut atteindre quelques mètres de la côte.
Parmi les accidents sous-marins les plus notables, se distingue le récif rocheux situé au sud de l' île de Benidorm, connu sous le nom de Llosa. Le contrefort ouest de la Sierra Helada, formé par les enclaves du Tossal de la Cala (es), de Punta Canfali et de l'île de Benidorm elle-même, constitue une zone de côtes basses et sablonneuses qui donnent naissance aux plages du Llevant et du Ponent.

## Végétation
La Sierra Helada constitue une enclave d'une grande richesse floristique, avec une présence notable d'espèces végétales d'un grand intérêt, dont beaucoup sont protégées à des degrés divers par la législation en vigueur, car ce sont des espèces menacées. Pour cette raison, la Sierra Helada possède deux microréserves de flore.
Les formations de pins d'Alep (Pinus halepensis) représentent le seul témoignage actuel de végétation arborescente dans de nombreux secteurs des montagnes.
Dans le milieu marin, les herbiers de Posidonie (Posidoniaceae) et de Cymodocée (Cymodocea) semblent particulièrement pertinents, même si les grottes et les récifs marins doivent également être soulignés parmi d'autres habitats.

## Faune
La faune terrestre la plus intéressante est celle des oiseaux marins. Cette zone peut être considérée comme la deuxième plus importante pour cette espèce d'oiseaux dans la Communauté valencienne, après l' archipel des Îles Columbretes. Les espèces les plus intéressantes sont l'océanite tempête, le cormoran huppé et le goéland d'Audouin. Bien que les oiseaux de proie, comme le faucon pèlerin, soient également pertinents. D'autres espèces d'intérêt sont le puffin de Scopoli, le puffin des Baléares et le fou de Bassan.
Dans le milieu marin, il existe de nombreuses espèces animales qui méritent d’être mentionnées en raison de leur importance ou de leur état de conservation. Parmi ceux-ci, il convient de mentionner le Dendropoma petraeum (en) (une espèce d'escargot de mer) et la grande nacre, en plus de nombreuses taxonomies de poissons, crustacés et autres invertébrés.